# Karl Laske
Pour les articles homonymes, voir Laske.
Karl Laske est un journaliste d'investigation français né en décembre 1959.

## Biographie

### Carrière
Journaliste à Mediapart depuis 2011, il a travaillé au journal Libération de 1994 à 2011. Rattaché au service société, il a été chargé de l'actualité judiciaire, et des affaires de corruption et de terrorisme. Il a été auparavant pigiste à L'Événement du jeudi, à Libération et aux Dossiers du Canard enchaîné. Il a couvert notamment les procès de la fusillade de la rue Toullier en 1997, de l'affaire Dumas en 2001, de l'affaire Elf en 2003, de l'Angolagate en 2008, de Charles Pasqua en 2010.
Par la suite, Laske rejoint le service enquêtes de Mediapart, où il entre en mai 2011. Il couvre notamment le procès Karachi en 2019, le procès des attentats de Charlie Hebdo et de l'Hyper Cacher en 2020, et le procès d'Édouard Balladur en 2021.

### Famille
Karl Laske est le fils du peintre péruvien Siegfried Laske (1931- 2012), peintre abstrait dont l’œuvre est marquée par l’utilisation d’un craquelé de la surface peinte,. Il est co-auteur du livre Fracturas/fractures publié en 2014 à l’occasion d’une exposition rétrospective de l’artiste à Lima,,.

## Ouvrages
En 1996, la publication de son livre sur le financier suisse François Genoud, Le Banquier noir, suscite la polémique face à la biographie autorisée du banquier nazi par Pierre Péan. « Moins indulgent (que Pierre Péan), le Banquier noir de Karl Laske donne une image sans doute plus conforme à la réalité du même François Genoud, juge Jean-Claude Buhrer dans Le Monde. Plus fouillé et mieux à l’écoute de sources diverses, parfois contradictoires, il fait émerger un personnage à la fois fuyant et vantard, se raccrochant à des chimères, mais d’autant plus dangereux qu’il sait jouer les passe-murailles (…). En rapportant les démêlés de l’ancien banquier avec divers éditeurs et historiens, Karl Laske illustre le but que s’est désigné Genoud à savoir la réhabilitation du nazisme. » Pierre Péan refuse « la polémique », et assume « la proximité » avec l'homme d'affaires suisse, qui lui a « permis d'obtenir des documents ».
Après avoir suivi l’affaire Elf pour Libération, Laske publie en 2000, Ils se croyaient intouchables, une plongée « dans la jet set du groupe pétrolier ». Selon Le Point, « plutôt que de sonner la charge contre cette vaste entreprise de corruption, [l'auteur] préfère s’en tenir à un récit qui frise, parfois, par le ton, le vaudeville ».
En 2004, Des coffres si bien garnis (Denoël) met en scène les intermédiaires liés à Charles Pasqua, apparus dans l’Angolagate, et ceux ayant opéré la vente des frégates à l’Arabie saoudite, durant la seconde cohabitation (1993-1995).
Karl Laske est le cofondateur d’un éphémère collectif de journalistes Victor Noir, auteur d'une enquête sur Nicolas Sarkozy en 2005. Le Monde juge le livre « décevant dans les passages qui se voudraient de pure investigation », et le trouve « plus passionnant quand il tourne à l'enquête de personnalité ». « Mais tel quel, imparfait et parfois bâclé, il jette une lumière rasante et inquiétante sur un personnage et ses failles. Ses fêlures et sa part d'ombre ».
En 2006, il publie un livre sur l’affaire Clearstream, Machinations, avec le journaliste Laurent Valdiguié, qui dévoile des archives inédites du général Philippe Rondot, ancien conseiller pour le renseignement et les opérations spéciales du Ministre de la défense (CROS), sur le trésor de guerre de la DGSE, ou l'enquête des services secrets français sur un compte de Jacques Chirac au Japon, qui n'a finalement jamais été identifié.
En 2008, il publie chez Stock avec Valdiguié un livre sur la face cachée du Canard Enchaîné. L’ouvrage, Le Vrai Canard, dénonce un traitement orienté des affaires, via les liens du palmipède avec des personnalités politiques ; sa défense de Roland Dumas, l’ancien ministre de Mitterrand, et avocat historique du journal, épinglé dans l’affaire Elf ; l’instrumentalisation des échos de sa page 2, la mare aux canards, par des proches de Nicolas Sarkozy ; son sexisme et l’opacité de sa gestion. Dans une longue réponse, Le Canard Enchaîné juge le livre « de mauvaise facture et vulgaire inspiration », et reproche aux auteurs de divulguer « des dizaines de noms d'informateurs, vrais ou supposés» ou encore « de donner la parole aux aigris, aux jaloux, à ceux qui ont des comptes à régler avec le Canard ou qui ont été virés».
Pascale Santi, du quotidien Le Monde, parle d'un « livre à charge qui repose sur la thèse que l'esprit satirique du Canard s'est étiolé au fil des an ». « Le constat est dur, la charge souvent lourde : Le Canard traverse "une crise de l'information marquée par des silences assourdissants (l'affaire Bousquet, l'affaire des écoutes de l'Élysée), (...) des fautes escamotées (l'embuscade en Afghanistan)...." Avant, "il osait dire quand il se trompait, cet épisode est clos", écrivent les auteurs, qui regrettent que la direction du Canard "soit restée perchée sur sa tour d'ivoire", ce qui leur fait dire que cette crise se double d'un "verrouillage"». Pour L'Express, qui publie les bonnes feuilles, le livre détaille le fonctionnement complexe de l’hebdomadaire, en retrace l’histoire et décrit les coulisses de ses scoops. »
Son livre La Mémoire du plomb, paru en 2012, est consacré à l'itinéraire du terroriste italien Cesare Battisti, fondateur des Prolétaires armés pour le communisme (PAC), à la doctrine d'accueil des réfugiés des années de plomb à Paris, ainsi qu'aux dérives d'une intelligentsia française ayant soutenu par proximité politique la cause de l'ancien militant d'extrême gauche.
« À la lecture du livre, on mesure à quel point le débat français fut truffé d’erreurs et d’inexactitudes, relève le Journal du dimanche. Et d’abord, cette révélation : l’ancien activiste des Prolétaires armés - groupe peut-être encore plus impitoyable que les Brigades rouges - avait été exclu de la doctrine Mitterrand, ce refus d’extrader les anciens terroristes ayant rompu avec les années de plomb. La Mémoire du plomb retrace la dérive des Prolétaires armés jusqu’aux assassinats de deux commerçants, d’un gardien de prison et d’un policier. »
En 2017, parait Avec les compliments du guide (Fayard), un récit co-écrit avec Fabrice Arfi sur l’affaire Sarkozy – Kadhafi, six ans d’une enquête débutée par Mediapart sur les soupçons de financement de la campagne de Nicolas Sarkozy par la Libye. « Nombre de pièces du puzzle avaient déjà été publiées, mais le tableau qu’elles forment, une fois rassemblées, est effrayant » juge le Monde. Le livre est réédité chez Pluriel en avril 2021, en version actualisée. Il apparaît dans le film documentaire Personne n'y comprend rien en 2025.
Karl Laske est l'un des quatre journalistes français membres du Consortium international des journalistes d'investigation (ICIJ), avec Fabrice Arfi, lui aussi journaliste à Mediapart, Édouard Perrin et Aurore Gorius.

## Publications
- Le Banquier noir, François Genoud, Seuil, 1996,  (ISBN 2-02-012329-0). Édition en langue allemande : Ein Leben zwischen Hitler und Carlos: François Genoud, Limmat-Verlag, Zurich, 1996  (ISBN 3-85791-276-6).
- Ils se croyaient intouchables, Albin Michel, 2000  (ISBN 2-226-11621-4).
- Des Coffres si bien garnis : enquête sur les serviteurs de l'État-voyou, Denoël, 2004,  (ISBN 2-207-25478-X)
- Nicolas Sarkozy ou le destin de Brutus, sous la signature collective de Victor Noir, Denoël, 2005,  (ISBN 2-207-25751-7).
- Machinations : anatomie d'un scandale d’État (l'affaire Clearstream), avec Laurent Valdiguié, Denoël, 2006,  (ISBN 2-207-25920-X) (BNF 40951675).
- Putsch au PS, sous la signature collective de Victor Noir, Denoël, 2007,  (ISBN 978-2-207-25908-5).
- Le Vrai Canard, avec Laurent Valdiguié, Stock, 2008,  (ISBN 9782234060784). Réédité dans la collection Points Seuil, février 2010, (ISBN 978-2-7578-1673-8).
- Clearstream : un scandale d’État, Pocket, réédition et mise à jour, 2009,  (ISBN 978-2-266-19946-9).
- La Mémoire du plomb, Stock, 2012  (ISBN 978-2-234-06189-7).
- Les Cartels du lait : comment ils remodèlent l'agriculture et précipitent la crise, avec Elsa Casalegno, Don Quichotte, 2016,  (ISBN 978-235-949-454-9).
- Fabrice Arfi et Karl Laske, Avec les compliments du Guide, Fayard, 2017. (ISBN 978-2-213-68704-9). Réédité en version actualisée chez Pluriel, avril 2021,  (ISBN 978-2-818-50632-5).
- De la part du Calife, Robert Laffont, 2021,  (ISBN 978-2-221-25567-4).